# تاج‌الملوک سمیعی
تاج الملوک سمیعی (۱۲۸۷–۱۳۸۹) نام پدرش ابراهیم بود. او در حزب ملّیون ایران رئیس گروه بانوان بود. او در حزب ایران نوین مدیریت کمیته عضویت را بر عهده داشت و عضو هیئت مرکزی شورای حزب بود.
نماینده رشت در مجلس مؤسسان سوم بود که در سال ۱۳۴۶ ه‍.ش تشکیل گردید و کار آن تغییر اصولی از قانون اساسی ایران جهت تعیین فرح پهلوی، شهبانوی ایران، به نیابت سلطنت بود تا در صورت فوت شاه، تا رسیدن ولیعهد به سن قانونی با همکاری شورای سلطنت امور کشور را اداره کند.
او عضو انجمن شهر تهران، عضو انجمن معاونت زنان در شهرداری تهران، عضو شورای زنان ایران، عضو هیئت مدیره و عضو شورای عالی جمعیت بهزیستی و آموزش فرح، عضو هیئت مدیرهٔ جمعیت خیریه فرح پهلوی، عضو انجمن بین‌المللی زنان، داوطلب نمایندگی مجلس شورای ملی در سال ۱۳۵۴ نیز بود.